# Ngawang Lobsang Gyatsho
| Tibetische Bezeichnung                                                                               |
| --- |
| Tibetische Schrift: བློ་བཟང་རྒྱ་མཚོ་                                                                      |
| Wylie-Transliteration: ngag dbang blo bzang rgya mtsho                                               |
| Aussprache in IPA: [lɔsaŋ catsʰɔ]                                                                    |
| Offizielle Transkription der VRCh: Losang Gyaco                                                      |
| THDL-Transkription: Losang Gyatso                                                                    |
| Andere Schreibweisen: Lobsang Gyatsho, Lobsang Gyatso, Lobzang Gyatso, Lopsang Gyatso, Lozang Gyatso |
| Chinesische Bezeichnung                                                                              |
| Traditionell: 羅桑嘉措                                                                               |
| Vereinfacht: 罗桑嘉措                                                                                |
| Pinyin:Luōsāng Jiācuò                                                                                |

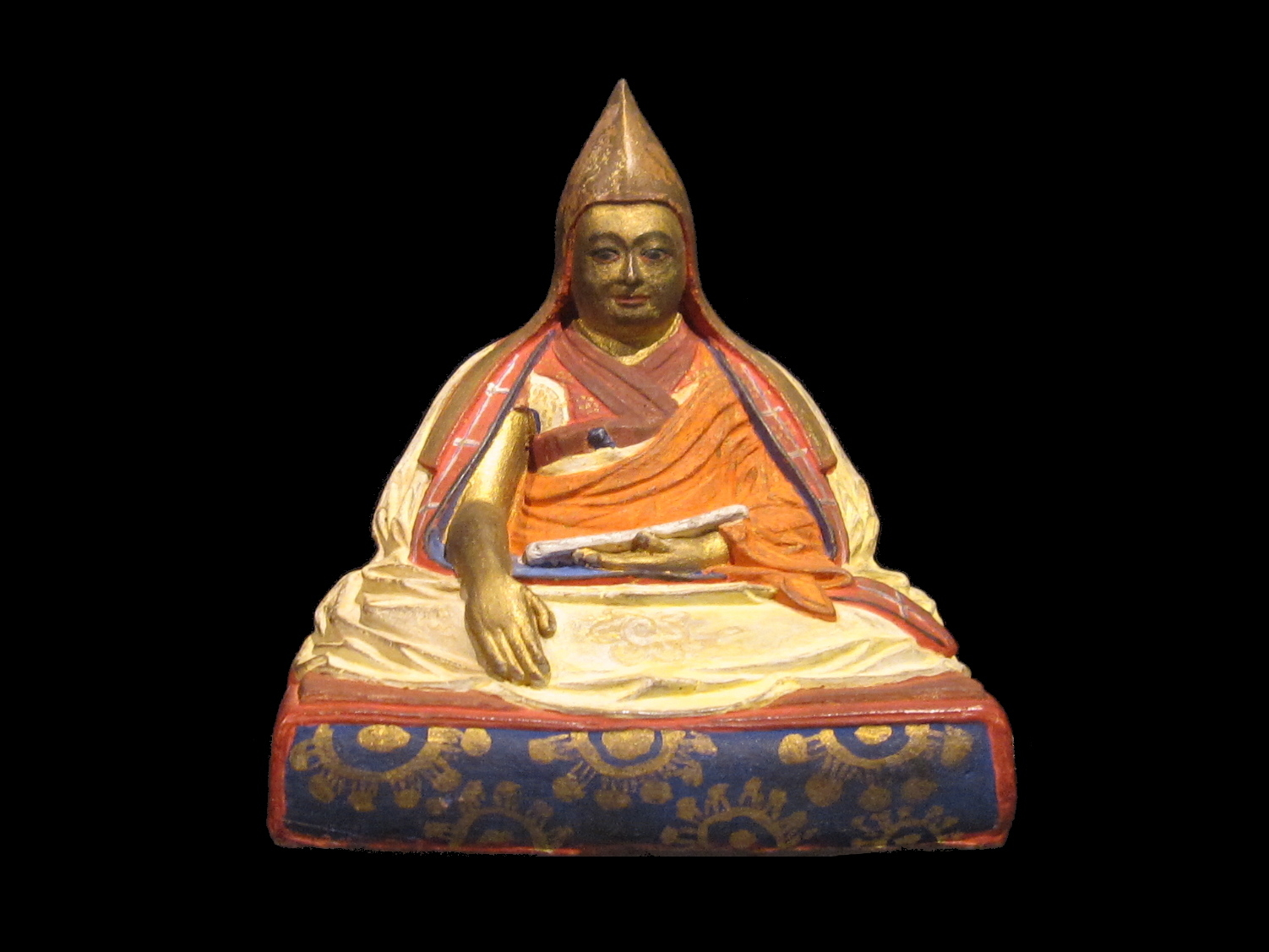
Der 5. Dalai Lama

Ngawang Lobsang Gyatsho (1617 – 1682) war der 5. Dalai Lama Tibets und neben seiner religiösen Bedeutung innerhalb der Gelug-Schule auch ein befähigter Staatsmann.

## Herrscher Tibets

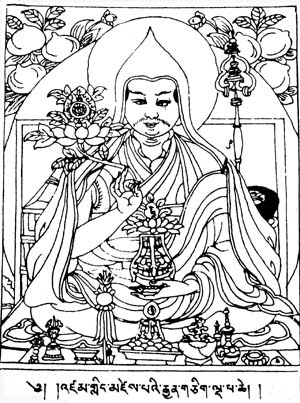
Der 5. Dalai Lama

Zur Zeit des politischen Niedergangs der Phagmodru-Regierung in Tibet sicherte sich der 5. Dalai Lama die politische Vormachtstellung der Gelug-Schule durch ein Bündnis mit dem Mongolen Gushri Khan, dem Führer der Khoshuud. Gushri Khan schlug eine Revolte des Königs von Tsang Tenkyong Wangpo (1606–1642), einem Anhänger des 10. Karmapa, militärisch nieder und sicherte dem Dalai Lama am 3. Mai 1642 die weltliche Macht über Tibet.  Die an dem Konflikt beteiligte Karma-Kagyü-Schule wurde in der Provinz Tsang stark verfolgt. Auch die Schule der Jonangpa wurde verfolgt und vom 5. Dalai Lama in den Zentralprovinzen Tibets als häretisch verboten. Offiziell geschah dies aufgrund einer falschen philosophischen Sichtweise zur „Leerheit“ (Shunyata), einem der Grundpfeiler der buddhistischen Lehre, möglicherweise spielten aber auch politische Gründe eine Rolle.
1653 besuchte der 5. Dalai Lama Peking, die Hauptstadt der Qing-Dynastie. Kaiser Shunzhi gewährte ihm am 9. Februar eine Audienz. In der Audienzhalle saß Ngawang Lobsang Gyatsho rechts neben dem knapp 15-jährigen Kaiser auf einem Thron. Dieser verlieh ihm den Titel „Hervorragender, aus sich selbst existierender Buddha des Westens“ sowie ein goldenes Amtssiegel und schenkte ihm ein Album aus Gold. Als Gegengabe verlieh der Dalai Lama dem Kaiser auf einer goldenen Tafel den Titel „Großer Meister, Allerhöchster, Gott des Himmels und Bodhisattva“.

## Bedeutender geistlicher Lehrer verschiedener Traditionen
Der 5. Dalai Lama war aber nicht nur ein bedeutender Gelug-Linienhalter und ein befähigter Staatsmann, sondern auch Linienhalter einiger Nyingma-Übertragungen, insbesondere der der „Nördlichen Schätze“ und Tertön. Tertöns sind „Schatzfinder“ von versteckten Lehren, Ritualgegenständen und Reliquien, die Padmasambhava – der Begründer der Nyingma – und seine engsten Schüler im 9. Jahrhundert verborgen hatten. Von den „Schatz-Lehren“ (Terma) des 5. Dalai Lama sind insbesondere die Dzogchen-Lehren aus einer Enthüllung in reiner Vision des Gyachen Nyer Nga („fünfundzwanzig versiegelte Belehrungen“) bekannt. Bekannt ist auch die Ermächtigung von Padmasambhava und seiner acht Manifestationen, die er der Sage nach als Vision direkt von Padmasambhava erhalten hat. Auf Geheiß des 5. Dalai Lama gründeten einige seiner Schüler verschiedene Klöster der Nyingma-Tradition in der tibetischen Provinz Kham.

## Potala-Palast und das Kloster Nechung

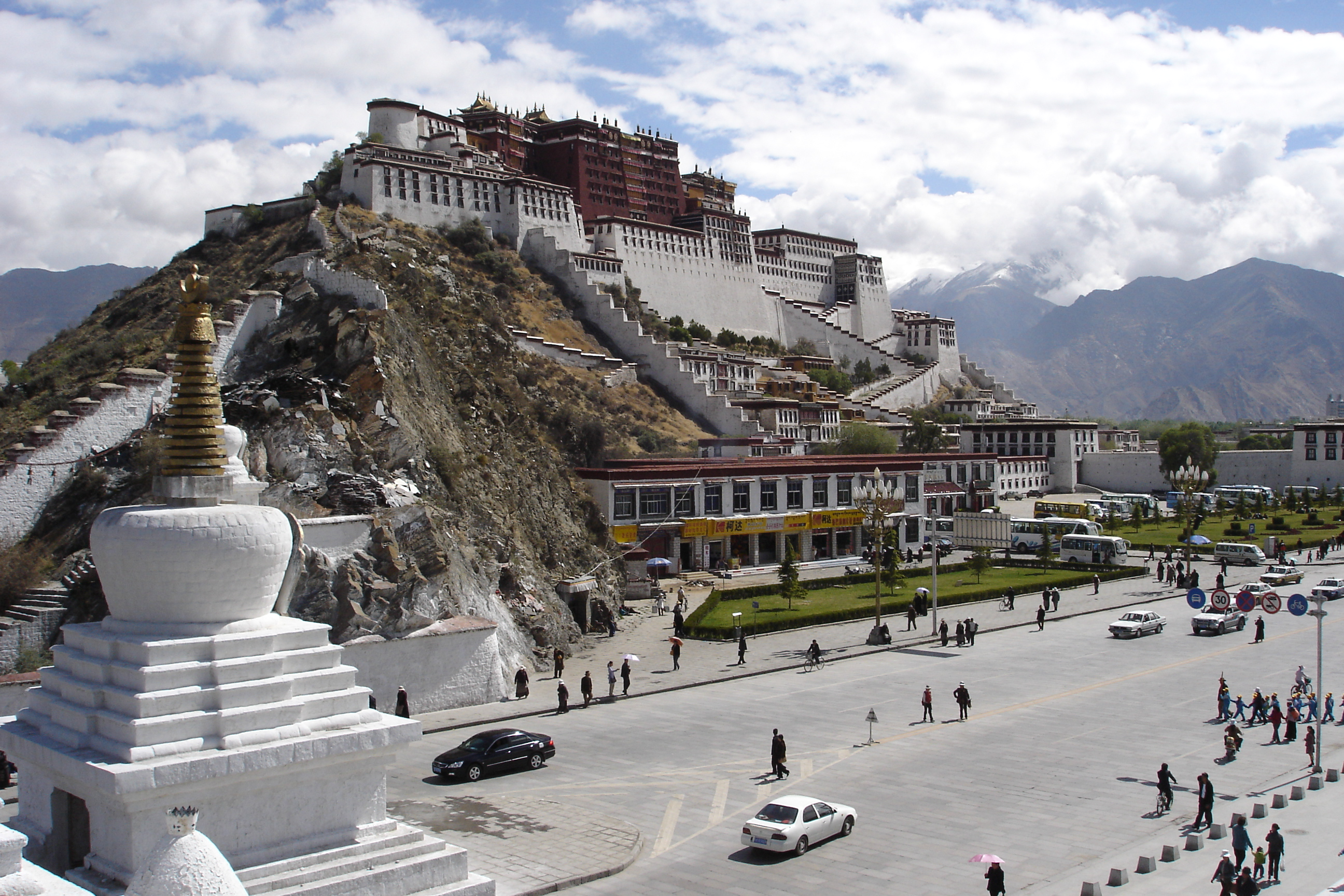
Potala-Palast

Im Jahr 1645 begann die Errichtung des Potala-Palastes, der erst 1693, also nach dem Tod des „großen Fünften“, fertiggestellt wurde.
Das Kloster Nechung wurde zu etwa derselben Zeit errichtet, da nach einer Legende die Gottheit Pekar, ehemals Hauptschutzgottheit des Klosters Samye, nach Nechung ging, wo sie sich seit dieser Zeit als „Nechung-Orakel“, zugleich „Staatsorakel der tibetischen Regierung“, zu offenbaren scheint.

## Verleihung des Titels Penchen Lama
Als wichtigem geistlichem Vertreter der Gelugpa wurde seinem Lehrer Lobsang Chökyi Gyeltshen (1570–1662) der Titel „Penchen Lama“ verliehen. Der Penchen Lama gilt seit dieser Zeit als zweithöchster Trülku innerhalb der Hierarchie des Gelug-Ordens, obwohl er als Inkarnation Amitabhas – also als geistiger „Ziehvater“ Avalokiteshvaras – gesehen wird.